# Plebeia wittmanni
Plebeia wittmanni är en biart som beskrevs av Jesus Santiago Moure och Camargo 1989. Plebeia wittmanni ingår i släktet Plebeia och familjen långtungebin. Inga underarter finns listade i Catalogue of Life.